# Helictopleurus quadripunctatus
Helictopleurus quadripunctatus là một loài bọ cánh cứng trong họ Bọ hung (Scarabaeidae).